# Miroslav Štěpán (hasič)
Miroslav Štěpán (* 13. dubna 1950) je bývalý český hasič, v letech 1997–2000 vrchní požární rada České republiky a následně v letech 2001–2011 generální ředitel Hasičského záchranného sboru České republiky.

## Kariéra
Po studiu na Střední průmyslové škole strojní v Dobrušce pokračoval od roku 1969 dálkovým studiem na Střední průmyslové škole elektrotechnické (do roku 1975) a následně v roce 1982 absolvoval obor Technika požární ochrany a bezpečnosti průmyslu na Hornicko-geologické fakultě Vysoké školy báňské v Ostravě.
Dobrovolným hasičem se stal roku 1965. Od roku 1969 pracoval jako obráběč a montér, hasičské kariéře se začal věnovat v roce 1973. Působil v Okresní inspekci požární ochrany v Rychnově nad Kněžnou, od roku 1987 na Krajské správě sboru požární ochrany v Hradci Králové. V roce 1991 byl jmenován náčelníkem Okresní správy Sboru požární ochrany v Hradci Králové a o čtyři roky později ředitelem Hasičského záchranného sboru v Hradci Králové. V červnu 1997 se stal vrchním požárním radou České republiky, a tedy vedoucím představitelem Hasičského záchranného sboru České republiky (HZS ČR). Po reorganizace HZS ČR se 1. ledna 2001 stal generálním ředitelem Hasičského záchranného sboru ČR. Dne 8. května 2001 jej prezident Václav Havel jmenoval do hodnosti generálmajora. V letech 2000–2006 byl Štěpán zároveň náměstkem ministra vnitra pro požární ochranu, integrovaný záchranný systém a civilní nouzové plánování. Ve funkci generálního ředitele HZS ČR působil do podzimu 2011, kdy se rozhodl z této pozice i ze služebního poměru k 30. listopadu 2011 odejít, neboť chtěl kandidovat do Senátu Parlamentu ČR.
V letech 2013–2014 byl na Ministerstvu vnitra náměstkem ministra Martina Peciny pro evropské fondy, bezpečnostní výzkum a policejní vzdělávání. Následně začal působit jako odborný konzultant v oblasti krizového řízení, civilního nouzového plánování a ochrany obyvatelstva a začal učit na vysokých školách (CEVRO Institut, České vysoké učení technické v Praze).
V roce 1997 byl Miroslav Štěpán vyznamenán státním vyznamenáním, medailí Za zásluhy II. stupně.

## Politické působení
Ve volbách do Senátu PČR v roce 2012 získal jako nestraník za KDU-ČSL v obvodě č. 47 – Náchod celkem 2957 hlasů (8,63 %), takže nepostoupil do druhého kola.

## Osobní život
Je ženatý, má tři děti.